# Saison 7 de Star Trek: Voyager
Chronologie
Saison 6 de
Star Trek: Voyager Saison 1 de
Star Trek: Enterprise
Cet article présente la septième saison de la série télévisée Star Trek: Voyager.

## Liste des épisodes

### Épisode 1:Unimatrice Zéro:2epartie
- Titre original : Unimatrix Zero - Part Two
- Numéro(s) : 147 (7-1) / Prod° : 247
- Scénariste(s) : Histoire de Mike Sussman, Brannon Braga et Joe Menosky, écrit par Brannon Braga et Joe Menosky
- Réalisateur(s) : Mike Vejar
- Diffusion(s) : 
  -  États-Unis : 4 octobre 2000
  -  France :
- Date stellaire : 54014.4
- Invité(es) : Mark Deakins (Axum), Jerome Butler (Korok), Joanna Heimbold (Laura), Susanna Thompson (la Reine Borg)
- Résumé : Janeway, B’Elanna et Tuvok ont été assimilés après s’être téléportés à bord d’un cube Borg pour transmettre un virus qui aiderait les drones mutants à garder le souvenir du monde échappatoire dans lequel ils se transportent virtuellement lors de leurs phases de régénération. Cela leur permettrait de conserver leur individualité une fois réveillés et de se révolter contre le Collectif. Si Janeway et B’Elanna parviennent à maintenir leur individualité, Tuvok, quant à lui, succombe à l’influence de la Reine Borg. La mission semble compromise et le Voyager est en danger.
- Commentaires :

### Épisode 2:Imperfection
- Titre original : Imperfection
- Numéro(s) : 148 (7-2) / Prod° : 248
- Scénariste(s) : Histoire de André Bormanis, écrit par Carleton Eastlake et Robert J. Doherty
- Réalisateur(s) : David Livingston
- Diffusion(s) : 
  -  États-Unis : 11 octobre 2000
  -  France :
- Date stellaire : 54129.4
- Invité(es) : Manu Intiraymi (Icheb), Marley McClean (Mezoti)
- Résumé : Une défaillance du nodule cortical de Seven of Nine crée une réaction de rejet de ses implants Borg par son corps. Son nodule étant irréparable, Seven mourra si un nouveau nodule ne lui est pas transplanté au plus vite.
- Commentaires : On apprend dans cet épisode que Seven of Nine est à bord du Voyager « depuis près de quatre ans ». Seven se pose des questions sur l’après-mort. Pour la première fois également elle pleure, exprimant ainsi son émotion et sa joie. Il est confirmé que le Capitaine Janeway a grandi à Bloomington dans l'Indiana, USA.

### Épisode 3:La Course
- Titre original : Drive
- Numéro(s) : 149 (7-3) / Prod° : 249
- Scénariste(s) : Michael Taylor
- Réalisateur(s) : Winrich Kolbe
- Diffusion(s) : 
  -  États-Unis : 18 octobre 2000
  -  France :
- Date stellaire : 54058.6
- Invité(es) : Cyia Batten (Irina), Brian George (O'Zaal), Patrick Kilpatrick (Assan)
- Résumé : Tom et B’Elanna sont engagés dans une course interstellaire ayant pour but de sceller une paix encore fragile entre quatre races qui se sont fait la guerre pendant près d’un siècle. Mais un saboteur est prêt à tout pour faire échouer la paix et ranimer la guerre. Parallèlement, les relations entre Tom et B’Elanna sont tendues. La course va être l’occasion pour eux de mettre les choses à plat concernant leur relation sentimentale.
- Commentaires :

### Épisode 4:Répression
- Titre original : Repression
- Numéro(s) : 150 (7-4) / Prod° : 251
- Scénariste(s) : Histoire de Kenneth Biller, écrit par Mark Haskell Smith
- Réalisateur(s) : Winrich Kolbe
- Diffusion(s) : 
  -  États-Unis : 25 octobre 2000
  -  France :
- Date stellaire : 54101
- Invité(es) : Keith Szarabajka (Teero Anaydis), Derek McGrath (Chell)
- Résumé : Les anciens membres du Maquis sont attaqués les uns après les autres et plongés dans le coma puis se réveillent. Les attaques ont commencé peu après la réception du dernier flux de données provenant de Starfleet. Tuvok mène l’enquête pour trouver l’identité de l’agresseur. Il fait une surprenante découverte.
- Commentaires : La manipulation au travers d'un message subliminal est abordée dans cet épisode.

### Épisode 5:Soins intensifs
- Titre original : Critical Care
- Numéro(s) : 151 (7-5) / Prod° : 250
- Scénariste(s) : Histoire de Kenneth Biller et Robert J. Doherty, écrit par James Kahn
- Réalisateur(s) : Terry Windell
- Diffusion(s) : 
  -  États-Unis : 1er novembre 2000
  -  France :
- Date stellaire : inconnue
- Invité(es) : John Kassir (Gar), Gregory Itzin (Dysek), Paul Scherrer (Voje), Dublin James (Tebbis), Larry Drake (l’Administrateur Chellick)
- Résumé : L’émetteur mobile du Docteur est volé par un négociant alien. Il est réactivé dans un vaisseau-hôpital d’une planète, au milieu de nombreux patients entassés au même endroit et en souffrance par manque de soins. Il découvre que cette société est organisée sur le plan médical par un ordinateur appelé l’Allocateur qui décide qui doit être soigné en priorité. Seules les personnes qui ont une fonction importante dans la société reçoivent les meilleurs soins, ce qui révolte le Docteur qui va tout faire pour que les choses changent. Parallèlement, le Voyager part à sa recherche.
- Commentaires :

### Épisode 6:Mensonges
- Titre original : Inside Man
- Numéro(s) : 152 (7-6) / Prod° : 252
- Scénariste(s) : Robert J. Doherty
- Réalisateur(s) : Allan Kroeker
- Diffusion(s) : 
  -  États-Unis : 8 novembre 2000
  -  France :
- Date stellaire : 54208.3
- Invité(es) : Dwight Schultz (Reginald Barclay), Richard Herd (L’Amiral Paris), Richard McGonagle (Commandant Peter Harkins), Sharisse Baker-Bernard (Leosa), Frank Corsentino (Le Ferengi “Gegis”), Christopher Neiman (Le Ferengi “Yeggi”), Michael William Rivkin (Le Ferengi “DaiMon Nunk”), Marina Sirtis (Deanna Troi)
- Résumé : Deux mois se sont écoulés, le Voyager ne reçoit aucune transmission de la terre. Starfleet, à l'aide du lieutenant Barkley, ont décidé de ne pas envoyer de courrier mais à la place de transmettre un hologramme de ce dernier afin d'interagir avec l'équipage du Voyager. Il se trouve que les transmissions ont été interceptées par un vaisseau Ferengi qui a modifié l'hologramme en Cheval de Troie.
- Commentaires :

### Épisode 7:Corps et âme
- Titre original : Body and Soul
- Numéro(s) : 153 (7-7) / Prod° : 255
- Scénariste(s) : Histoire de Michael Taylor, écrit par Eric Morris, Phyllis Strong et Mike Sussman
- Réalisateur(s) : Robert Duncan McNeill
- Diffusion(s) : 
  -  États-Unis : 15 novembre 2000
  -  France :
- Date stellaire : 54238.3
- Invité(es) : Fritz Sperberg (Ranek), Marva Hicks (T’Pel, l’épouse de Tuvok), Megan Gallagher (Jaryn)
- Résumé : Harry, Seven of Nine et le Docteur sont en mission pour faire des prélèvements sur une comète. Ils sont alors abordés par un vaisseau dont la race considère les photoniques comme des ennemis. Pour se cacher, le Docteur doit télécharger son programme dans l’implant cortical de Seven of Nine et prend donc possession de son corps. Il se met alors à expérimenter des sensations dans le monde réel qu’il ignorait totalement jusque-là.
- Commentaires : Jeri Ryan montre toute l'étendue de son talent d'actrice en prenant le rôle du docteur.

### Épisode 8:LeNightingale
- Titre original : Nightingale
- Numéro(s) : 154 (7-8) / Prod° : 256
- Scénariste(s) : Histoire de Robert Lederman et Dave Long An, écrit par André Bormanis
- Réalisateur(s) : LeVar Burton
- Diffusion(s) : 
  -  États-Unis : 22 novembre 2000
  -  France :
- Dates stellaires : 54274.7 ; 54427.3 ; 54282.5
- Invité(es) : Ron Glass (Loken), Manu Intiraymi (Icheb), Beverly Leech (Dayla), Paul F. O’Brien (Geral), Scott Miles (Terek)
- Résumé : Harry, Seven of Nine et Neelix sont en mission pour trouver du dilithium. Ils portent secours à un vaisseau médical attaqué et dont tous les officiers ont été tués. Or, de son côté, le Capitaine Janeway fait affaire avec les ennemis du vaisseau attaqué. Elle donne l’autorisation à Harry de piloter le vaisseau qu’il a sauvé jusqu’à sa destination, avec l’aide de Seven of Nine. Harry est temporairement propulsé capitaine de ce vaisseau, mais il prend son rôle un peu trop au sérieux, et de plus des ennuis se font jour. Parallèlement, Icheb croit que B’Elanna est amoureuse de lui.
- Commentaires :

### Épisode 9:De chair et de sang:1repartie
- Titre original : Flesh and Blood - Part One
- Numéro(s) : 155 (7-9) / Prod° : 827
- Scénariste(s) : Histoire de Jack Monaco, Bryan Fuller et Raf Green, écrit par Bryan Fuller
- Réalisateur(s) : Mike Vejar
- Diffusion(s) : 
  -  États-Unis : 29 novembre 2000
  -  France :
- Date stellaire : 54337.5
- Invité(es) : Jeff Yagher (Iden), Ryan Bollman (Donik), Cindy Katz (Kejal), Spencer Garrett (Weiss), Vaughn Armstrong (Hirogen Alpha), Paul Eckstein (nouvel Hirogen Alpha)
- Résumé : Le Voyager reçoit un appel de détresse d’un vaisseau des Hirogens. Ceux-ci ont modifié les paramètres de la technologique holographique que le Capitaine Janeway leur avait cédée afin de s’entraîner à la chasse, en rendant leurs proies holographiques plus intelligentes si bien que ces dernières ont fini par se retourner contre eux. Le Voyager tombe en pleine guerre entre les organiques et les photoniques qui aspirent à la liberté et à vivre en paix sur une planète qui serait la leur.
- Commentaires :

### Épisode 10:De chair et de sang:2epartie
- Titre original : Flesh and Blood - Part Two
- Numéro(s) : 156 (7-10) / Prod° : 827
- Scénariste(s) : Histoire de Bryan Fuller et Raf Green, écrit par Raf Green et Kenneth Biller
- Réalisateur(s) : David Livingston
- Diffusion(s) : 
  -  États-Unis : 29 novembre 2000
  -  France :
- Date stellaire : 54337.5
- Invité(es) : Jeff Yagher (Iden), Ryan Bollman (Donik), Cindy Katz (Kejal), Spencer Garrett (Weiss), Vaughn Armstrong (Hirogen Alpha), Paul Eckstein (nouvel Hirogen Alpha)
- Résumé : Le Docteur veut aider les photoniques à ne pas être désactivés mais ceux-ci trompent sa confiance en retournant l’armement du Voyager contre lui. B’Elanna, blessée, est téléportée sur le vaisseau des photoniques car ceux-ci veulent qu’elle les aide. Pendant ce temps, les Hirogens partent en chasse des photoniques en menaçant le Voyager pour qu’il se tienne à l’écart sous peine de destruction. C’est mal connaître le Capitaine Janeway et sa détermination. Quant à Iden, qui a endossé le rôle de chef des photoniques, son comportement devient de plus en plus autoritaire.
- Commentaires :

### Épisode 11:Au cœur du temps
- Titre original : Shattered
- Numéro(s) : 157 (7-11) / Prod° : 257
- Scénariste(s) : Histoire de Mike Sussman et Michael Taylor, écrit par Michael Taylor
- Réalisateur(s) : Terry Windell
- Diffusion(s) : 
  -  États-Unis : 17 janvier 2001
  -  France :
- Date stellaire : inconnue
- Invité(es) : Martin Rayner (Dr Chaotica), Manu Intiraymi (Icheb), Scarlett Pomers (Naomi Wildman), Nicholas Worth (Lonzak), Martha Hackett (Seska)
- Résumé : Le Voyager est accidentellement fragmenté en plusieurs zones temporelles séparées les unes des autres. Seul Chakotay peut se mouvoir entre elles grâce à un sérum du Docteur. Dans sa mission pour trouver une solution au problème, avec l'aide d'une Capitaine Janeway du passé, Chakotay va rencontrer à la fois des amis et ennemis des six saisons précédentes.
- Commentaires :

### Épisode 12:La Descendance
- Titre original : Lineage
- Numéro(s) : 158 (7-12) / Prod° : 258
- Scénariste(s) : James Kahn
- Réalisateur(s) : Peter Lauritson
- Diffusion(s) : 
  -  États-Unis : 24 janvier 2001
  -  France :
- Date stellaire : 54452.6
- Invité(es) : Manu Intiraymi (Icheb)
- Résumé : Le Docteur apprend à B’Elanna qu’elle est enceinte d’une fille, avec des traits klingons dominants comme l’arête frontale. Cette nouvelle ne la ravit pas car cela lui rappelle son enfance lorsque certains camarades se moquaient d’elle, et ses relations difficiles avec son père. Elle décide donc de trouver un moyen de modifier l’ADN de son bébé pour en supprimer les traits klingons.
- Commentaires :

### Épisode 13:Cas de conscience
- Titre original : Repentance
- Numéro(s) : 159 (7-13) / Prod° : 259
- Scénariste(s) : Histoire de Mike Sussman et Robert J. Doherty, écrit par Robert J. Doherty
- Réalisateur(s) : Mike Vejar
- Diffusion(s) : 
  -  États-Unis : 31 janvier 2001
  -  France :
- Date stellaire : inconnue
- Invité(es) : Jeff Kober (Iko), Tim de Zarn (Yediq), F.J. Rio (Joleg)
- Résumé : Des prisonniers condamnés à mort et leurs gardes sont téléportés à bord du Voyager juste avant que leur vaisseau n’explose. Le Voyager doit les transporter jusqu’à leur lieu d’exécution. Un prisonnier violent est grièvement blessé à la tête par un garde. Le docteur utilise des nanosondes de Seven of Nine pour le soigner, ce qui provoque des effets inattendus.
- Commentaires : Dans cet épisode sont débattus les sujets de la condamnation à mort, la conscience, la repentance, la vengeance et le pardon. La peine de mort est un sujet très sensible et controversé aux États-Unis.

### Épisode 14:Les Rouleaux de la prophétie
- Titre original : Prophecy
- Numéro(s) : 160 (7-14) / Prod° : 260
- Scénariste(s) : Histoire de Larry Nemecek, J. Kelley Burke, Raf Green et Kenneth Biller, écrit par Mike Sussman et Phyllis Strong
- Réalisateur(s) : Terry Windell
- Diffusion(s) : 
  -  États-Unis : 7 février 2001
  -  France :
- Dates stellaires : 54518.2 ; 54529.8
- Invité(es) : Sherman Howard (T’Greth), Paul Eckstein (Morak), Wren T. Brown (Kohlar)
- Résumé : Le Voyager croise la route d’un ancien vaisseau klingon dont les membres d’équipage sont les descendants d’une secte klingone qui avait quitté leur univers il y a plus d’un siècle à la recherche de leur sauveur. Leur Capitaine, Kohlar, a de bonnes raisons de penser que l’enfant qu’attend B’Elanna est ce sauveur.
- Commentaires :

### Épisode 15:Le Vide
- Titre original : The Void
- Numéro(s) : 161 (7-15) / Prod° : 261
- Scénariste(s) : Histoire de Raf Green et Kenneth Biller, écrit par Raf Green et James Kahn
- Réalisateur(s) : Mike Vejar
- Diffusion(s) : 
  -  États-Unis : 14 février 2001
  -  France :
- Dates stellaires : 54553.4 ; 54562.7
- Invité(es) : Robin Sachs (Général Vallen), Paul Willson (Loquar), Scott Lawrence (Garon), Jonathan Del Arco (Fantome)
- Résumé : Le Voyager est attiré par un tourbillon dans une zone d’espace totalement vide où les vaisseaux qui y ont été piégés s’attaquent mutuellement afin de piller les ressources en nourriture et énergie les uns des autres.
- Commentaires :

### Épisode 16:Force de travail:1repartie
- Titre original : Workforce - Part One
- Numéro(s) : 162 (7-16) / Prod° : 262
- Scénariste(s) : Kenneth Biller et Bryan Fuller
- Réalisateur(s) : Allan Kroeker
- Diffusion(s) : 
  -  États-Unis : 21 février 2001
  -  France :
- Dates stellaires : 54584.3 ; 54597.9 ; 54608.6
- Invité(es) : James Read (Jaffen), Don Most (Kadan), John Aniston (Ambassadeur Quarren)
- Résumé : à la suite d'un lavage de cerveau, l’équipage du Voyager se retrouve à travailler sur une planète industrialisée en manque de main d’œuvre. Seuls Chakotay, Harry et Neelix qui étaient en mission d’échanges commerciaux, ainsi que le Docteur, ont été épargnés. Ils partent à la recherche de l’équipage. Quant à Tuvok, il commence à avoir des flashbacks sur ce qu'il s’est réellement passé.
- Commentaires :

### Épisode 17:Force de travail:2epartie
- Titre original : Workforce - Part Two
- Numéro(s) : 163 (7-17) / Prod° : 263
- Scénariste(s) : Histoire de Kenneth Biller et Bryan Fuller, écrit par Kenneth Biller et Michael Taylor
- Réalisateur(s) : Roxann Dawson
- Diffusion(s) : 
  -  États-Unis : 28 février 2001
  -  France :
- Date stellaire : inconnue
- Invité(es) : James Read (Jaffen), Don Most (Kadan), John Aniston (Ambassadeur Quarren), Tom Virtue (Responsable du personnel de la centrale), Robert Joy (Yerid)
- Résumé : Chakotay et Neelix se font embaucher dans la même centrale que le Capitaine Janeway pour essayer de la raisonner ainsi que les autres membres de l'équipage, mais ils n’y parviennent pas. Ils décident d’enlever B’Elanna. Harry parvient à téléporter Neelix et B’Elanna sur le Voyager mais Chakotay est resté sur la planète, poursuivi par deux agents de sécurité. Il parvient à se débarrasser d’eux, mais ressort blessé de l’affrontement.
- Commentaires :

### Épisode 18:Erreur humaine
- Titre original : Human Error
- Numéro(s) : 164 (7-18) / Prod° : 264
- Scénariste(s) : Histoire de André Bormanis et Kenneth Biller, écrit par Brannon Braga et André Bormanis
- Réalisateur(s) : Allan Kroeker
- Diffusion(s) : 
  -  États-Unis : 7 mars 2001
  -  France :
- Date stellaire : inconnue
- Invité(es) : Manu Intiraymi (Icheb)
- Résumé : Seven of Nine s’entraîne à la sociabilisation dans le Holodeck afin d’améliorer son savoir-vivre. Le Voyager est secoué par plusieurs ondes de choc et les préoccupations de Seven finissent par avoir un impact sur son travail et met sa santé en danger.
- Commentaires :

### Épisode 19:En Q-uête de sens
- Titre original : Q2
- Numéro(s) : 165 (7-19) / Prod° : 265
- Scénariste(s) : Histoire de Kenneth Biller, écrit par Robert J. Doherty
- Réalisateur(s) : LeVar Burton
- Diffusion(s) : 
  -  États-Unis : 11 avril 2001
  -  France :
- Date stellaire : 54704.5
- Invité(es) : Keegan de Lancie (Q Junior), Manu Intiraymi (Icheb), Michael Kagan (Commandant chokuzien), Lorna Raver (Juge Q), John de Lancie (Q)
- Résumé : Q laisse son fils sur le Voyager afin d’observer les humains et apprendre d’eux. S’il veut à son tour être membre du Continuum, il doit réaliser que les actes ont des conséquences.
- Commentaires :

### Épisode 20:Divergences artistiques
- Titre original : Author, Author
- Numéro(s) : 166 (7-20) / Prod° : 266
- Scénariste(s) : Histoire de Brannon Braga, écrit par Phyllis Strong et Mike Sussman
- Réalisateur(s) : David Livingston
- Diffusion(s) : 
  -  États-Unis : 18 avril 2001
  -  France :
- Dates stellaires : 54732.3 ; 54740.8 ; 54748.6
- Invité(es) : Richard Herd (Amiral Paris), Barry Gordon (Ardon Broht), Joseph Campanella (Juge), Lorinne Vozoff (Irene Hansen), Juan Garcia (John Torres), Robert Ito (John Kim), Irene Tsu (Mary Kim), Dwight Schultz (Barclay)
- Résumé : Le Docteur écrit un roman holographique visant à être publié dans le Quadrant Alpha dont le scénario se déroule sur un vaisseau semblable au Voyager et les personnages très ressemblants. Les membres humains du navire sont décrits comme ayant un comportement méprisant et condescendant à l’égard de l’Hologramme Médical d’Urgence, ce qui n’est pas du goût du Capitaine Janeway. Parallèlement, une liaison transgalactique entre le Quadrant Delta et le Quadrant Alpha a été rendue possible mais de seulement 11 minutes par jour. Un tirage au sort est effectué pour connaître l’ordre dans lequel chaque membre d’équipage pourra parler avec sa famille. Certains contacts sont difficiles.
- Commentaires : Erreur dans la date stellaire de la traduction française qui dit "45732.3" alors que dans la VO en anglais il est bien dit "54732.3" (inversion des deux premiers chiffres).

### Épisode 21:Friendship 1
- Titre original : Friendship One
- Numéro(s) : 167 (7-21) / Prod° : 267
- Scénariste(s) : Michael Taylor et Bryan Fuller
- Réalisateur(s) : Mike Vejar
- Diffusion(s) : 
  -  États-Unis : 25 avril 2001
  -  France :
- Date stellaire : 54775.4
- Invité(es) : Ken Land (Verin), John Prosky (Otrin), Bari Hochwald (Brin), Peter Dennis (Amiral Hendricks), Ashley Edner (Yun), Josh Clark (Lieutenant Joe Carey)
- Résumé : Le Capitaine Janeway reçoit de Starfleet la mission de retrouver une sonde terrienne envoyée dans l’espace en 2067 pour prendre contact avec d’autres formes de vie intelligente dans l’univers, et qui se trouve maintenant dans le Quadrant Delta. Mais la sonde est à l’origine de terribles dégâts sur une planète dont les habitants rescapés portent désormais une profonde rancune contre les terriens.
- Commentaires :

### Épisode 22:La Loi de la nature
- Titre original : Natural Law
- Numéro(s) : 168 (7-22) / Prod° : 268
- Scénariste(s) : Histoire de Kenneth Biller et James Kahn, écrit par James Kahn
- Réalisateur(s) : Terry Windell
- Diffusion(s) : 
  -  États-Unis : 2 mai 2001
  -  France :
- Date stellaire : 54827.7
- Invité(es) : Paul Sandman (guérisseur Ventu), Autumn Reeser (jeune fille Ventu), Robert Curtis Brown (Abassadeur lédosien), Neil C. Vipond (Kleg, l’instructeur de vol lédosien)
- Résumé : Alors qu’ils sont en mission sur Lédos, une planète technologiquement avancée, la navette de Chakotay et Seven of Nine heurte une barrière d’énergie qui endommage leur vaisseau. Ils parviennent à se téléporter à la surface juste avant que leur navette n’explose. Ils se retrouvent alors isolés au milieu d’une jungle peuplée d’humanoïdes primitifs, et Chakotay est blessé. Parallèlement, à la suite d'une infraction, Tom Paris est contraint de suivre des cours de protocoles de sécurité avec un instructeur de vol lédosien.
- Commentaires :

### Épisode 23:La Colonie
- Titre original : Homestead
- Numéro(s) : 169 (7-23) / Prod° : 269
- Scénariste(s) : Raf Green
- Réalisateur(s) : LeVar Burton
- Diffusion(s) : 
  -  États-Unis : 9 mai 2001
  -  France :
- Date stellaire : 54868.6
- Invité(es) : Rob Labelle (Oxilon), Julianne Christie (Dexa), Ian Meltzer (Brax), Scarlett Pomers (Naomi Wildman)
- Résumé : Le Voyager détecte la présence de talaxiens vivant à l’intérieur d’un astéroïde au milieu d’un champ d’astéroïdes exploité par une autre espèce. Le premier contact avec les talaxiens n’est pas des plus cordiaux mais rapidement Neelix gagne leur confiance et va faire tout ce qui est en son pouvoir pour aider ses compatriotes menacés d’expulsion par les mineurs. Il devra également prendre l'une des plus importantes décisions de sa vie.
- Commentaires :

### Épisode 24:L'Homme de la Renaissance
- Titre original : Renaissance Man
- Numéro(s) : 170 (7-24) / Prod° : 270
- Scénariste(s) : Histoire de Andrew Shepard Price et Mark Gaberman, écrit par Phyllis Strong et Mike Sussman
- Réalisateur(s) : Mike Vejar
- Diffusion(s) : 
  -  États-Unis : 16 mai 2001
  -  France :
- Date stellaire : 54912.4
- Invité(es) : Alexander Enberg (Vorik)
- Résumé : Des aliens forcent le Docteur à voler la chambre intermix du Voyager pour eux en gardant le Capitaine Janeway en otage.
- Commentaires :

### Épisode 25:La Fin du jeu:1repartie
- Titre original : End Game - Part One
- Numéro(s) : 171 (7-25) / Prod° : 828
- Scénariste(s) : Histoire de Rick Berman, Kenneth Biller et Brannon Braga, écrit par Kenneth Biller et Robert Doherty
- Réalisateur(s) : Allan Kroeker
- Diffusion(s) : 
  -  États-Unis : 23 mai 2001
  -  France :
- Date stellaire : 54973.4
- Invité(es) : Dwight Schultz (Barclay), Richard Herd (l’Amiral Paris), Vaughn Armstrong (Korath), Manu Intiraymi (Icheb), Lisa Locicero (Enseigne Miral Paris), Miguel Perez (Médecin de Strafleet), Grant Garrison (Cadet de Starfleet), Alice Krige (la Reine Borg)
- Résumé : Dix ans après le retour du Voyager qui aura mis 23 ans pour rentrer sur Terre, l’Amiral Janeway élabore un plan pour modifier le cours de l’histoire et ramener le Voyager plus tôt dans le Quadrant Delta.
- Commentaires :

### Épisode 26:La Fin du jeu:2epartie
- Titre original : End Game - Part Two
- Numéro(s) : 172 (7-26) / Prod° : 828
- Scénariste(s) : Histoire de Rick Berman, Kenneth Biller et Brannon Braga, écrit par Kenneth Biller et Robert Doherty
- Réalisateur(s) : Allan Kroeker
- Diffusion(s) : 
  -  États-Unis : 23 mai 2001
  -  France :
- Date stellaire : 54973.4
- Invité(es) : Dwight Schultz (Barclay), Richard Herd (l’Amiral Paris), Vaughn Armstrong (Korath), Manu Intiraymi (Icheb), Lisa Locicero (Enseigne Miral Paris), Miguel Perez (Médecin de Strafleet), Grant Garrison (Cadet de Starfleet), Alice Krige (la Reine Borg)
- Résumé : L’Amiral Janeway a rejoint le Voyager dans le Quadrant Delta 26 ans dans le passé au travers d’une faille spatiotemporelle qu’elle a ouverte. Le vaisseau est équipé avec des nouvelles technologies permettant de vaincre les Borgs. Ceux-ci ont pris possession d’une nébuleuse où ils ont installé une plateforme de transdistortion dont le réseau de conduits permet d’atteindre les quatre Quadrants de la galaxie en quelques minutes. Les deux Janeway élaborent un plan risqué pour à la fois ramener le vaisseau dans le Quadrant Alpha et détruire la plateforme Borg.
- Commentaires :